# Solar plexus

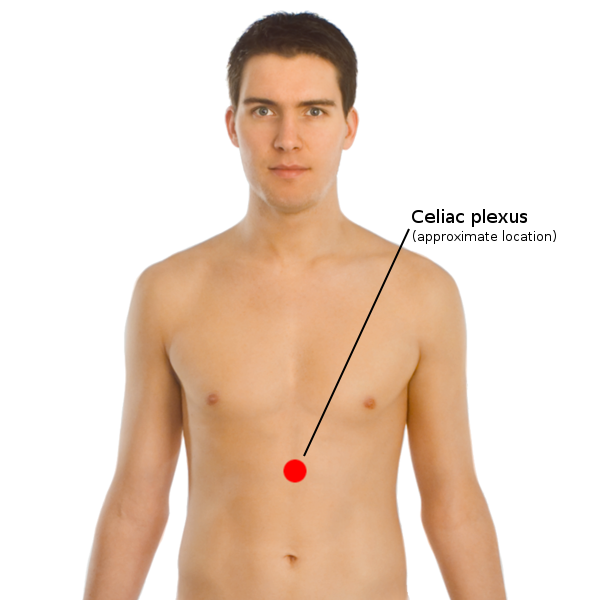
Solar plexus – přibližná lokalizace

Solar plexus (plexus solaris) je síť vláken a uzlů autonomního nervového systému, která se nachází v horní části břicha, těsně pod hrudní kostí, za žaludkem a slinivkou. Název je odvozen od tvaru slunce a paprsků, které pleteň připomíná po preparaci, protože z ní vyzařují nervová vlákna. Pleteň hraje klíčovou roli v ovládání vnitřních orgánů. Jedná se o citlivou oblast, úder do ní může způsobit silnou bolest a vést k dočasné ztrátě dechu. V duchovní oblasti (v józe nebo energetických systémech) se solar plexus často zmiňuje jako třetí čakra zvaná Manipura.

## Anatomie a poloha
Anatomicky je solar plexus shluk gangliových buněk, které jsou součástí sympatické nervové pleteně plexus celiacus. Vedou sem také parasympatická vlákna prostřednictvím bloudivého nervu. Nachází se v břiše v blízkosti místa, kde se z břišní aorty oddělují celiakální kmen, horní mezenterická tepna a renální tepny. Nachází se za žaludkem a omentální burzou a před bránicí na úrovni prvního bederního obratle.

## Funkce
Solar plexus zodpovídá za fungování břišních orgánů, jako jsou játra, slinivka břišní a žlučník, a také za zprostředkování reakce těla na stres. Když se aktivuje stresová reakce, zpomalí se trávicí procesy, aby zůstalo zachováno krevní zásobení pro mozek.
Pro vyznavače jógy nebo ájurvédské medicíny je solar plexus považován za třetí čakru Manipuru a zdroj energie v těle. Často je spojována s regulací strachu, pocitu moci a vnitřních pocitů.

## Klinický význam

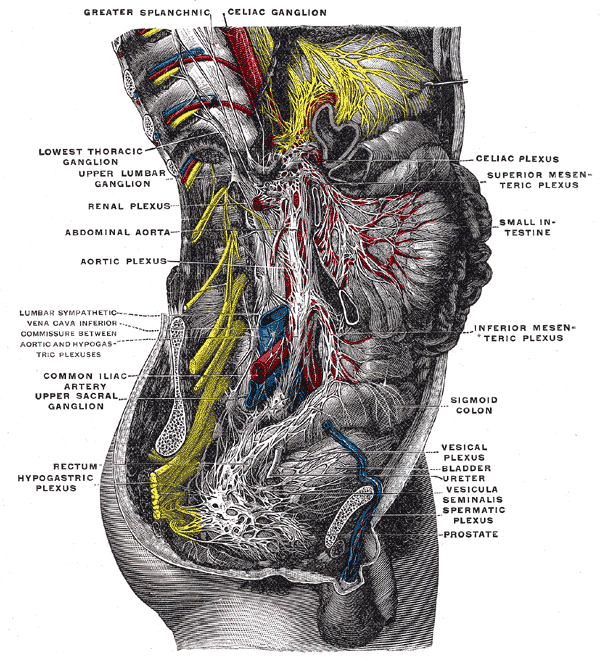
nákres solar plexus

Při neztišitelné bolesti při nádorových onemocněních, například u rakoviny slinivky břišní, se někdy k léčbě používá blokáda celiakálního plexu. Zásah mohou provádět specialisté na léčbu bolesti a radiologové. Neléčitelná bolest při chronické pankreatitidě může být indikací k ablaci celiakálního plexu.

### Solární syndrom
V českém prostředí se bolest vycházející z oblasti solar plexus označuje jako solární syndrom, v zahraniční literatuře se tento termín nepoužívá. Vyznačuje se bolestí ve střední čáře epigastria, která může vyzařovat do stran, zpravidla pod žeberní oblouky. Bolest se objevuje nezávisle na příjmu potravy a zhoršuje se při mechanickém dráždění oblasti či zvýšení nitrobřišního tlaku. K podráždění nervové pleteně může docházet různými chorobnými procesy (zánět nebo rakovina některého z okolních břišních orgánů) nebo bez zjevných příčin. Při léčbě se doporučují režimová opatření, pravidelný odpočinek a dostatek spánku. Mohou se použít také léky na tlumení úzkosti nebo psychoterapie.

### Úder na solar
Silný úder do oblasti solar plexu může vést k závratím , nevolnosti nebo bezvědomí, ve výjimečných případech i reflexní smrti u osob s jinými onemocněními. Obtíže obvykle ustupují při hlubokém dýcháním v klidu. Uvedené příznaky lze částečně vysvětlit silným podrážděním vláken bloudivého nervu a větších a menších splanchnických nervů. Podráždění těchto nervů může způsobit rozšíření vaskulatury v břiše a následný pokles krevního tlaku. Výsledný snížený průtok krve zpět do srdce může mít za následek nedostatečné krevní zásobení mozku kyslíkem, což vyvolává závratě nebo bezvědomí. Příznaky mohou být také částečně vysvětleny jako výsledek komprese aorty, která také vyvolává krátkodobé poruchy regulace krevního tlaku.